# Photo-finish
Pour les articles homonymes, voir Photo-finish (homonymie).

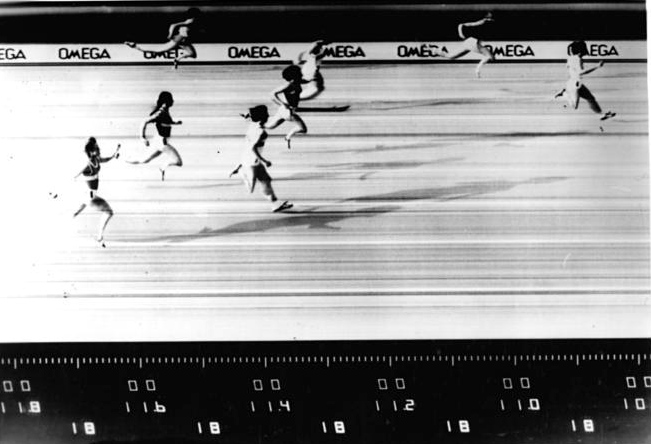
Photo-finish d'athlétisme

On utilise la photo-finish dans des compétitions de course, quand plusieurs concurrents passent la ligne d'arrivée dans un intervalle de temps très réduit qui peut être de l'ordre du millième de seconde. 
Autrefois, un photographe était placé sur la ligne d'arrivée, et prenait une photo lors de l'arrivée des concurrents.
De nos jours, la photo finish n'est pas une véritable photo instantanée (ce qui explique certaines déformations). Elle résume en une seule image l'histoire temporelle des arrivées. Pour la constituer, des caméra spéciales prennent uniquement l'image de la ligne d'arrivée en une seule bande verticale, à des intervalles temporels très resserrés. Les bandes verticales sont ensuite assemblées pour fournir une seule image. Un espacement entre deux concurrent sur la photo finish n'est pas une distance, mais une différence de temps.
La photo-finish est utilisée dans pratiquement toutes les compétitions de courses. Certaines compétitions utilisent des boîtiers électroniques placés sur les concurrents (c'est le cas des sports mécaniques comme la F1 ou la MotoGP), mais la photo-finish est considérée comme la preuve la plus précise. 
La natation fait exception à la photo-finish — les athlètes étant plus difficilement photographiables — et utilise des bandes tactiles.

## Technique

Principe de la photo finish

La photo-finish n’est pas une photo instantanée de l’arrivée, mais une représentation temporelle de ce qui se passe dans l’axe de la caméra, parfaitement calée sur la ligne d’arrivée.
L’image fournie par cette caméra est découpée pour ne garder que la bande centrale (la ligne d’arrivée), cette image fait 1 pixel de large sur 1 024 pixels de haut. À chaque millième de seconde, le cadenceur du chronographe ajoute la bande centrale de l’image (1 pixel) à la suite de l’image précédente, créant une image non instantanée mais une sorte de « déroulant » du temps. Ceci explique l'aspect « déformé » des images produites par les caméras de photo-finish.
À l’époque de l’argentique, le système était identique. Il suffisait de faire défiler le film de façon ininterrompue devant une fente d’obturation, parfaitement alignée sur la ligne d’arrivée. Pour limiter la déformation de l'image, on faisait défiler le film à la même vitesse que les coureurs.

## Athlétisme
En athlétisme, les chronomètres doivent être précis au centième, voire au millième de seconde pour départager ceux qui sont ex æquo pour les médailles. Dans les compétitions importantes comme les Jeux olympiques, la photo-finish est connectée à un système électronique, tout comme le pistolet qui donne le départ.
C'est le point le plus avancé du poitrail des coureurs qui détermine le passage de la ligne d'arrivée. Sur une course de 100 mètres, il n'est pas rare que huit concurrents passent la ligne d'arrivée à moins d'une seconde d'écart. 
Lors de la finale du 100 mètres masculin aux Jeux olympiques de Paris en 2024, les huit concurrents ne furent séparés que d'environ douze centièmes, les deux premiers concurrents étant crédités du même temps au centième près de 9"79 et le huitième et dernier concurrent du temps au centième près de 9"91. Arrondis au millième, les temps indiqués pour les deux premiers concurrents étaient respectivement de 9"784 et de 9"789, un intervalle de temps de cinq millièmes séparant donc ces deux concurrents. A l'arrivée, le tableau affichant les résultats indiqua que les sept premiers concurrents étaient si proches qu'ils devraient être départagés par la photo-finish,,.
La première utilisation d'un dispositif de photo-finish dans une compétition olympique date des Jeux de Stockholm, en 1912.

## Cyclisme

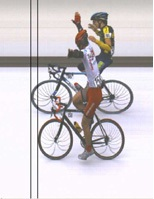
La distance sur la photo représente une différence de temps. Les roues sont déformées par la technique de prise de vue.

La photo-finish fait son apparition dans les arrivées groupées lors du Tour de France 1955. Elle est utilisée pour la première fois pour décerner un vainqueur lors de Milan-San Remo 1963. 
C'est lorsque le pneu (ou boyau) de la roue avant du cycliste franchit le plan vertical élevé au-dessus du début du tracé de la ligne d'arrivée que l'arrivée est déterminée (art. 1.2.100 du règlement UCI).